# Antônio Nicolau Monteiro Baena
Antônio Nicolau Monteiro Baena foi um senador do Brasil durante a República Velha (ou Primeira República).